# 和歌山県幼稚園の廃園一覧
和歌山県幼稚園の廃園一覧（わかやまけんようちえんのはいえんいちらん）は、和歌山県内の廃園になった幼稚園の一覧。対象となるのは、学制改革（1947年）以降に廃園となった幼稚園、および分園である。園名は廃園当時のもの。廃園時に幼稚園が所在していた自治体がその後合併により消滅している場合は、現行の自治体に含める。また現在休園中の県内の幼稚園（分園）も、その多くは実質上、廃園と同じ状態にあるため参考として記載する。
（）内は、廃園になった年（休園の場合は、その措置が取られた年）である。

## 和歌山市
- ナザレ幼稚園住友分園[1]（廃園時期不詳）
- 花王幼稚園（1990年）[1]
- 和歌浦幼稚園（1996年）[2]
- 和歌山市立紀伊幼稚園小豆島分園（2004年）[3]
- 和歌山市立大新幼稚園（2006年）[4]
- 和歌山市立西山東幼稚園（2006年）[4]
- つくし幼稚園[5]（2010年認定こども園つくし幼保園へ移行）[6]
- 愛の園幼稚園（2011年愛徳幼稚園へ統合）[7]
- いさお幼稚園〈旧〉（2015年幼保連携型認定こども園いさお幼稚園〈新〉へ移行）[6]
- 三宝幼稚園〈旧〉（2015年幼保連携型認定こども園三宝幼稚園〈新〉へ移行）[6]
- 和歌山ひかり幼稚園〈旧〉（2015年幼保連携型認定こども園和歌山ひかり幼稚園〈新〉へ移行）[6]
- 愛徳幼稚園〈旧〉（2017年幼保連携型認定こども園愛徳幼稚園〈新〉へ移行）[7]
- たから幼稚園〈旧〉（2017年幼保連携型認定こども園たから幼稚園〈新〉へ移行）[8]
- 東山東幼稚園（2020年休園）[9]
- 名草幼稚園〈旧〉（2019年幼保連携型認定こども園名草幼稚園〈新〉へ移行）[6]
- みどり幼稚園〈旧〉（2019年幼保連携型認定こども園みどり幼稚園〈新〉へ移行）[10]
- まつえ幼稚園〈旧〉（2020年幼保連携型認定こども園まつえ幼稚園〈新〉へ移行）[11]
- 和歌山市立芦原幼稚園（2020年和歌山市立芦原こども園へ移行）[4]
- 和歌山市立本町幼稚園（2020年中之島保育所および四箇郷保育所と統合し和歌山市立本町こども園へ）[12]
- 聖愛幼稚園（2022年）[2]

## 新宮市
- 聖テレジア幼稚園（2001年）[2]
- 新宮市立蓬莱幼稚園（2010年9月30日）[2]
- 新宮市立千穂幼稚園（2010年9月30日）[2]
- 新宮市立三輪崎幼稚園（2018年）[2]
- 新宮市立王子幼稚園（2020年休園[13]、2021年廃園[2]）

## 海南市
- 海南市立仁義幼稚園（2011年）[2]
- 海南市立加茂第二幼稚園（2011年）[2]
- 海南市立大崎幼稚園（2015年）[2]
- 海南市立黒江幼稚園（2018年）[2]
- 海南市立日方幼稚園（2018年）[2]
- 海南市立塩津幼稚園（2020年）[2]

## 田辺市
- 田辺幼稚園[14]（休園開始時期不詳）
- うえのやま幼稚園（2015年認定こども園うえのやま学園へ移行）[2]
- 立正幼稚園〈旧〉（2015年認定こども園立正幼稚園〈新〉へ移行）[15]
- 紀南幼稚園（休園開始時期不詳[14]、2021年扇ヶ浜保育所と統合しNUKU森の丘こども園へ[16]）
- 田辺市立新庄幼稚園（2023年休園）[17]

## 御坊市
- 御坊はこぶね幼稚園（2023年）[18]

## 橋本市
- 橋本市立高野口幼稚園（2009年認定こども園高野口こども園新設のため廃園）[19]
- 橋本市立隅田幼稚園（2012年）[2]
- 橋本市立山内幼稚園（2012年）[2]
- 橋本市立恋野幼稚園（2012年）[2]
- 橋本市立兵庫幼稚園（2012年）[2]
- 橋本市立橋本幼稚園（2015年橋本保育園および橋本東保育園と統合し橋本こども園へ）[20]
- 橋本市立応其幼稚園（2015年伏原保育園および名古曽保育園と統合し応其こども園へ）[21]
- あやの台幼稚園（2016年幼保連携型認定こども園あやの台チルドレンセンターへ移行）[22]
- 三石台幼稚園（2016年みついしこども園へ移行）[23]
- 城山台幼稚園（2016年[2]認定こども園輝きの森学園へ移行[24]）
- 橋本市立清水幼稚園（2019年）[2]
- 橋本市立学文路幼稚園（2019年）[2]
- 橋本市立柱本幼稚園（2023年）[25]

## 紀の川市
- 美和幼稚園（1994年）[2]
- 愛の光幼稚園〈旧〉（2018年[2]幼保連携型認定こども園愛の光幼稚園〈新〉[26]へ移行）
- 桃山町立安楽川幼稚園（2005年）[2]

## 伊都郡
- かつらぎ町立丁の町幼稚園（1995年）[2]
- かつらぎ町立笠田幼稚園（2016年佐野こども園と三谷こども園へ再編）[27]
- かつらぎ町立大谷幼稚園（同上）[27]
- かつらぎ町立妙寺幼稚園（同上）[27]
- かつらぎ町立渋田幼稚園（同上）[27]
- かつらぎ町立三谷幼稚園（同上）[27]
- 九度山町立古沢幼稚園（2017年10月1日）[2]

## 有田郡
- 湯浅幼稚園〈旧〉（2018年幼稚園型認定こども園湯浅幼稚園〈新〉へ移行）[28]

## 日高郡
- 美浜町立松原幼稚園（2008年美浜町立ひまわりこども園新設のため廃園）[29]
- 美浜町立みはま幼稚園（同上）[29]
- 印南町立印南幼稚園（2011年）[30]
- 印南町立稲原幼稚園（2011年）[30]
- いなみ幼稚園（2015年いなみこども園へ移行）[2]
- 白梅幼稚園（2019年休園）[31]
- みなべ町立南部幼稚園（2022年愛之園保育園・南部保育所・ひかり保育園と統合し社会福祉法人イエス団みなべ愛之園こども園へ）[32]

## 東牟婁郡
- 若葉幼稚園（2003年）[2]
- 那智勝浦町立勝浦幼稚園（2008年[2]那智勝浦町立勝浦認定こども園新設のため廃園）
- 太地町立太地幼稚園（2018年）[2]
- 串本町立西向幼稚園（2009年）[2]
- 串本町立出雲幼稚園（2012年）[33]
- 串本町立串本幼稚園（2017年串本町立串本保育所と統合し串本町立くしもとこども園へ）[34]
- 串本町立潮岬幼稚園（2019年串本町立潮岬こども園へ移行）[2]
- 古座町立古座幼稚園（2002年）[2]

## 自治体不明
- 高野山幼稚園（2019年）[2][注釈 1]